# 닌자 키드 (영화)
《닌자 키드》(영어: 3 Ninjas)는 미국에서 제작된 존 터틀토브 감독의 1992년 무예 코미디 영화이다. 빅터 웡 등이 출연하였고, 마사 장 등이 제작에 참여하였다. 속편으로 《닌자 키드 2: 돌아온 닌자 키드》(1994), 《닌자 키드 3》(1995), 《닌자 키드 4: 헐크 호건과 쓰리 닌자》(1998, 3 Ninjas: High Noon at Mega Mountain)가 있다.

## 출연진
- 빅터 웡
- 마이클 트레이너
- 맥스 엘리엇 슬레이드
- 채드 파워
- 앨런 맥레이
- 조엘 스위타우
- 도루 다나카
- 패트릭 래버토
- 레이스 넬슨
- D.J. 하더
- 클리프턴 파월
- 스콧 코딜

## 기타 제작진
- 공동 총괄 제작: 제임스 강
- 협력 제작: 리처드 박
- 미술: 커크 M. 페트루첼리
- 의상: 모나 메이